# Aéroport de Semera
L'aéroport de Semera dessert la ville de Semera, capitale de la région Afar, en Éthiopie. Cet aéroport est exclusivement desservi par la compagnie Ethiopian Airlines.

## Situation
| \| 100 km1:14 593 000 \| Jimma Diré Dawa Addis-Abeba Mekele Arba Minch Asosa Aksoum Dar Kombolcha Gambela Gode Gondar Humera Jijiga Kebri Dahar Lalibela Robe Semera Shire |
| 100 km1:14 593 000 |

## Compagnies aériennes et destinations
| Compagnies         | Destinations                                               |
| ------------------ | ---------------------------------------------------------- |
| Ethiopian Airlines | Addis-Abeba Bole, Baher Dar, Gondar, Indaselassie, Mekelle |

Actualisé le 17/11/2023